# حاجی‌آباد موسویان
حاجی‌آباد موسویان یک روستا در ایران است که در دهستان قهاب رستاق واقع شده‌است.